# Съвет по стопанисване на горите
Съветът по стопанисване на горите (на английски: Forest Stewardship Council, FSC) е международна организация с нестопанска цел с много заинтересовани страни, основавана през 1993 г., за да насърчава отговорното управление на световните гори. FSC прави това, като установява стандарти за горските продукти, заедно със сертифицирането и етикетирането им като екологично чисти.

## FSC в България
Някои от изискванията на FSC за България са:
- Опазване на вододайните зони, включително забрана за влаченето на дървесина по речните корита, забрана за изхвърлянето на отпадъци от сечта в речни корита и дерета и пр.
- Опазваане на застрашените от изчезване видове и екосистеми.